# أوليغ أنيكانوف
أوليغ أنيكانوف (بالروسية: Олег Карпович Аниканов؛ 19 يوليو 1933 - 24 أبريل 2021) ضابط في القوات البحرية السوفيتية ثم البحرية الروسية لاحقًا. خلال مسيرته المهنية وصل إلى رتبة جنرال بولكوفنيك، أي ما يعادل رتبة عقيد، وشغل منصب رئيس المديرية الهندسية الرئيسية للبحرية، ونائب القائد الأعلى للقوات البحرية للبناء والدعم الهندسي والصيانة.
التحق أنيكانوف بالقوات المسلحة السوفيتية بعد تخرجه في تخصص الهندسة والبناء عام 1956، وأمضى حياته المهنية في البحرية، حيث عمل في مشاريع البناء داخل وحول القواعد البحرية العديدة. كانت خدمته المبكرة مع الأسطول الشمالي، حيث عمل في المرافق الجديدة المطلوبة من قبل الأجيال الأولى من الغواصات النووية التي دخلت الخدمة. لنجاحاته في هذا المجال، والتي شملت أول مجمعات الحوض الجاف في الاتحاد السوفياتي للغواصات النووية، حصل على وسام لينين. كان فيما بعد كبير المهندسين للمكون العسكري لهيئة الأركان العامة لاتحاد الجمهوريات الاشتراكية السوفياتية، ونائب رئيس سيفيروفينمورستروي، وتولى مسؤولية البناء مع أسطول البلطيق والشمال. وصل إلى أعلى مناصبه في أواخر الثمانينيات وأوائل التسعينيات، حيث تولى الإشراف على بناء القواعد البحرية في كام رانه في فيتنام وطرطوس في سوريا. تقاعد في عام 1993 لكنه ظل نشطًا في مشاريع البناء والهندسة، وكذلك جمعيات خريجي البحرية قبل وفاته في عام 2021.